# Zimina
El Zimina (en rus Вулкан Зимина) és un estratovolcà de 3.080 msnm que està situat al centre de la península de Kamtxatka, Rússia. La seva prominència és de 1.570 metres. El Zimina té dos cims, l'Ovalnaïa Zimina i l'Ostraïa Zimina. No s'han produït erupcions en temps històrics documentades.